# Chaillevette
Chaillevette är en kommun i departementet Charente-Maritime i regionen Nouvelle-Aquitaine i sydvästra Frankrike. Kommunen ligger  i kantonen La Tremblade som ligger i arrondissementet Rochefort. År 2022 hade Chaillevette 1 652 invånare.

## Befolkningsutveckling
Antalet invånare i kommunen Chaillevette
Referens:INSEE